# Briel (Lokeren)
Briel is een gehucht in Eksaarde, een deelgemeente van de Oost-Vlaamse stad Lokeren. Het gehucht ligt ongeveer een anderhalve kilometer van de Eksaardse dorpskern, en ruim vijf kilometer van het centrum van Lokeren.

## Geschiedenis
Vroeger was er aan het gehucht een graanmolen aanwezig, genaamd de Brielmolen. Op de Fricx kaarten, in 1712, werd Briel voor het eerst vernoemd als "Bril", en later op de Ferrariskaart, in 1778, als "Den Briel". Door lintbebouwing is het gehucht volledig verbonden geraakt met de dorpskern van Eksaarde, maar ook met Kaleinje en Zeveneekskens.

## Ligging
Het gehucht ligt op het kruispunt van de Brielmolenstraat op de Rechtstraat. Ruim 500 meter ten noorden van het gehucht ligt de Zuidlede met daarop de grens met Moerbeke.
Deelgemeenten: Daknam · Eksaarde · Lokeren · Moerbeke

Dorpen: Doorslaar · Heiende · Koewacht · Kruisstraat · Oudenbos

Gehuchten: Brandbezen · Bautschoot · Briel · Calaigne · Caudenborm · De Katte · Den Oever · Duivekeet · Eksaardedam · Everslaar · Fortuine · Ganzendries · Lammeken · Heydensveer · Hillare · Hul · Keerken · Keersmakers · Molenhoek · Molsbergen · Naastveld ·  Nieuwpoort · Oosteindeke · Pereboom · Rijssel · Rode Sluis · Scheepken · Staakte · Stenenbrug · Terwest · Turfakkers · Veldeken · Vogelzang · Vossel · Werkstede · Westhoek · Zeveneekskens · Zwarte Sluis

Wijken: Bergendries · Bokslaar · Bloemenwijk · De Kop · Flamigantenwijk · Ledehof · Heirbrug · Lokeren-Zuid · Puttenen · Rozen · Schrijverswijk · Spoele · Stationswijk · Vogelkwijk

Buurten: Kouter · Oude Brug · 't Zand

Belgische gemeenten · Arrondissement Sint-Niklaas · Oost-Vlaanderen · Vlaanderen